# 兰州艺术学院
兰州艺术学院，是1958年至1962年在中华人民共和国甘肃省兰州市存在的一所艺术专业学校。

## 历史沿革
1958年，在大跃进的背景下，甘肃省人民政府决定将西北师范学院艺术系、兰州大学中文系一部分和甘肃省文化艺术干部学校合并，在兰州段家滩成立兰州艺术学院。中共甘肃省委任命时任宣传部副部长吴坚兼任党委书记，敦煌文物研究所所长常书鸿任院长。
1959年11月，将甘肃省歌剧团和甘肃省群众艺术馆美术工厂归并为学院实验剧团、实习工厂。1958年至1961年，招收学生4期，共计1600余人。:844
1962年夏，由于三年经济困难，兰州艺术学院撤销。音乐、美术两系重新划归甘肃师范大学（西北师范学院），实验剧团划归省文化局，改称甘肃省歌剧团。戏剧系解散，人员一部分由省内吸纳安置，一部分输送外省区。

## 院系设置
| 名称               | 领导:225 |
| ------------------ | -------- |
| 文学系             | 刘让言   |
| 新闻系             |          |
| 戏剧系             | 叶宇     |
| 音乐系             | 杨树声   |
| 美术系             | 刘文清   |
| 舞蹈专科班         |          |
| 附属中学           | 盛智乐   |
| 实验剧团           |          |
| 美术工厂（美工厂） | 王坤     |